# Вјустино (Пјаченца)
Вјустино је насеље у Италији у округу Пјаченца, региону Емилија-Ромања.
Према процени из 2011. у насељу је живело 149 становника. Насеље се налази на надморској висини од 126 м.